# Judith Leiber
Judith Leiber (született Pető Judit) (Budapest, 1921. január 11. – Springs, New York, 2018. április 28.) magyar származású amerikai dizájner, táskatervező, üzletasszony, holokauszt túlélő.

## Élete
Egy bécsi születésű háziasszony és üzletember gyermekeként született. Egy nővére volt, Eva. 1938-tól Londonban, a King's College-ban tanult vegyészetet, kozmetikusnak készült, és édesapja, Emil szerint a második világháború elől is nagyobb biztonságot nyújtott az angol főváros.
A második világháború befejezése előtt visszatért Magyarországra, és a családi kapcsolatoknak köszönhetően egy kézműves cégnél helyezkedett el. Itt tanulta meg a bőr megmunkálását, formázását és díszítését. Ő volt az első nő, aki a kézművesszakmát elsajátította és első nőként csatlakozott a Hungarian Handbag Guildhez, azaz a budapesti táskakészítők céhéhez.
Elkerülte a náci üldözést, amikor családja révén egy gettóba menekült, majd 1946-ban hozzáment Gerson Leiber későbbi festőhöz, akivel egy évvel később az Egyesült Államokba, New Yorkba költöztek.

## Karrierje
Miután más cégeknek dolgozott kézitáskás dizájnerként, 1963-ban megalapította saját cégét. Leiber híres volt kristályminaudiereiről, ékszeres erszényeiről, melyet gyakran Swarovski kristályokkal díszítettek, ezüsttel vagy arannyal vontak be és különféle formákkal díszítettek. Világszerte exkluzív butikokban értékesítik termékeit, pénztárcái akár több ezer dollárba is kerülhetnek, és sok híresség, köztük Björk, Diane Kruger, vagy Katy Perry is hordta, de ajándékozták kézitáskáit Barbara Bushnak vagy éppen Hillary Clintonnak is.
Leiber 1956-ban megvásárolta a lakhelyük mellett található Springs-i ingatlanokat, 2005-ben pedig itt nyitották meg a Leiber Múzeumot, ahol férje festményeit is kiállították. Számos elnyert díja is kiállításra került itt, köztük az 1973-ban nyert Coty-díj, amit első táskakészítőként vehetett át.

## A médiában
Szerepelt a Szex és New York című, 2008-ban készült amerikai romantikus vígjátékban. 2010-ben férjével közös életrajzi könyvet adtak ki.

## Halála
2018. április 28-án hunyt el otthonában, 97 éves korában.

## További információ
- Judith Leiber hivatalos honlapja
- The Leiber Collection – Judith és Gerson Leiber honlapja
- The Bag Lady of Park Avenue – Judith Leiber profilja a Moment Magazinban